# Fink
Fink — проект, що займається портуванням «відкритих» утиліт Unix в операційні системи Mac OS X та Darwin. Fink використовує бібліотеку dpkg та APT, а також інструмент для побудування пакетів на основі початкового коду — fink (як частина модулів Perl).
Назва пов'язана з назвою ОС Darwin (пішло від німецької назви зяблика, який використовувався в підручниках по біології для відображення прикладу теорії еволюції Дарвіна)